# 流川通り

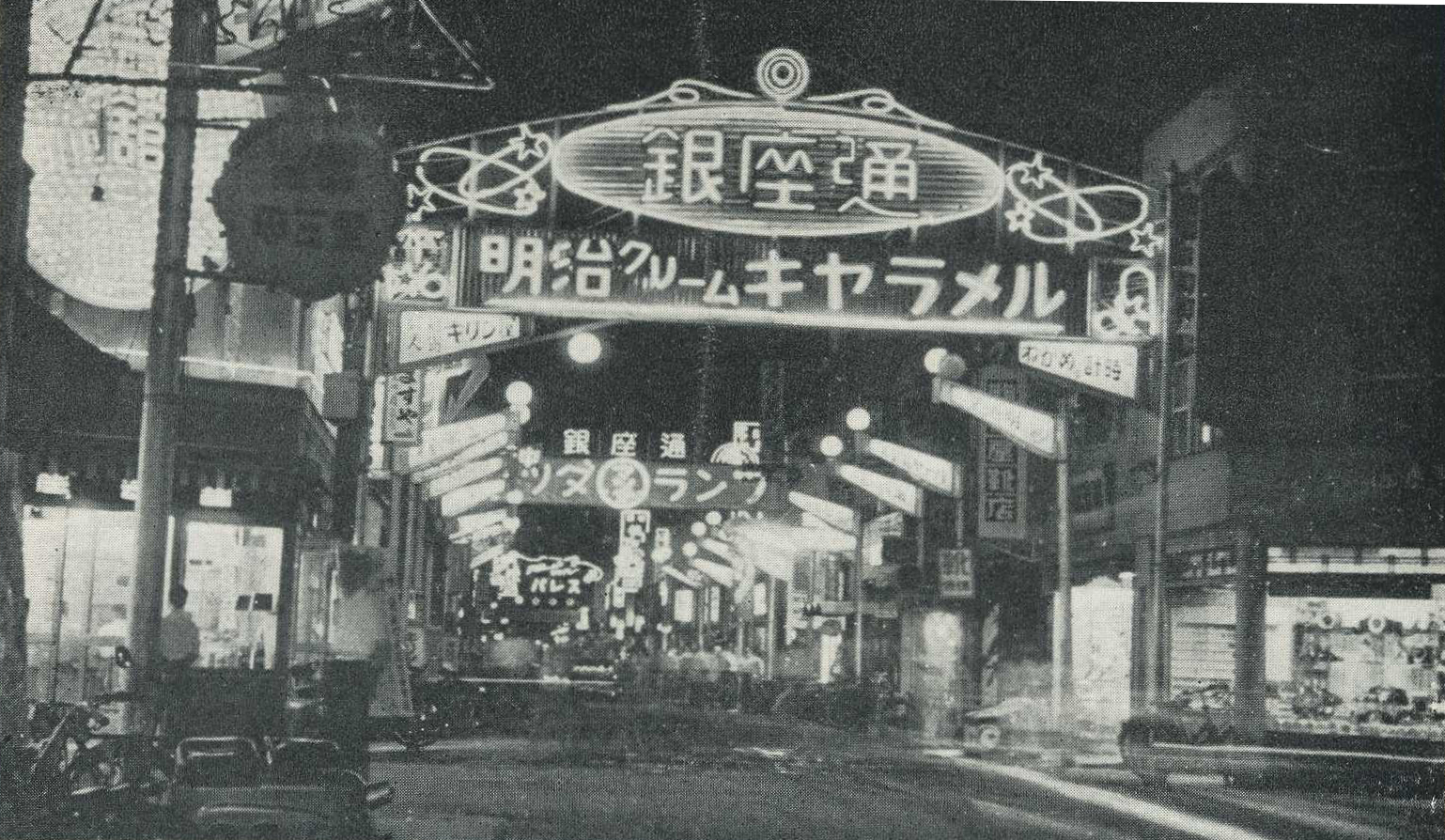
1950年代の流川銀座商店街

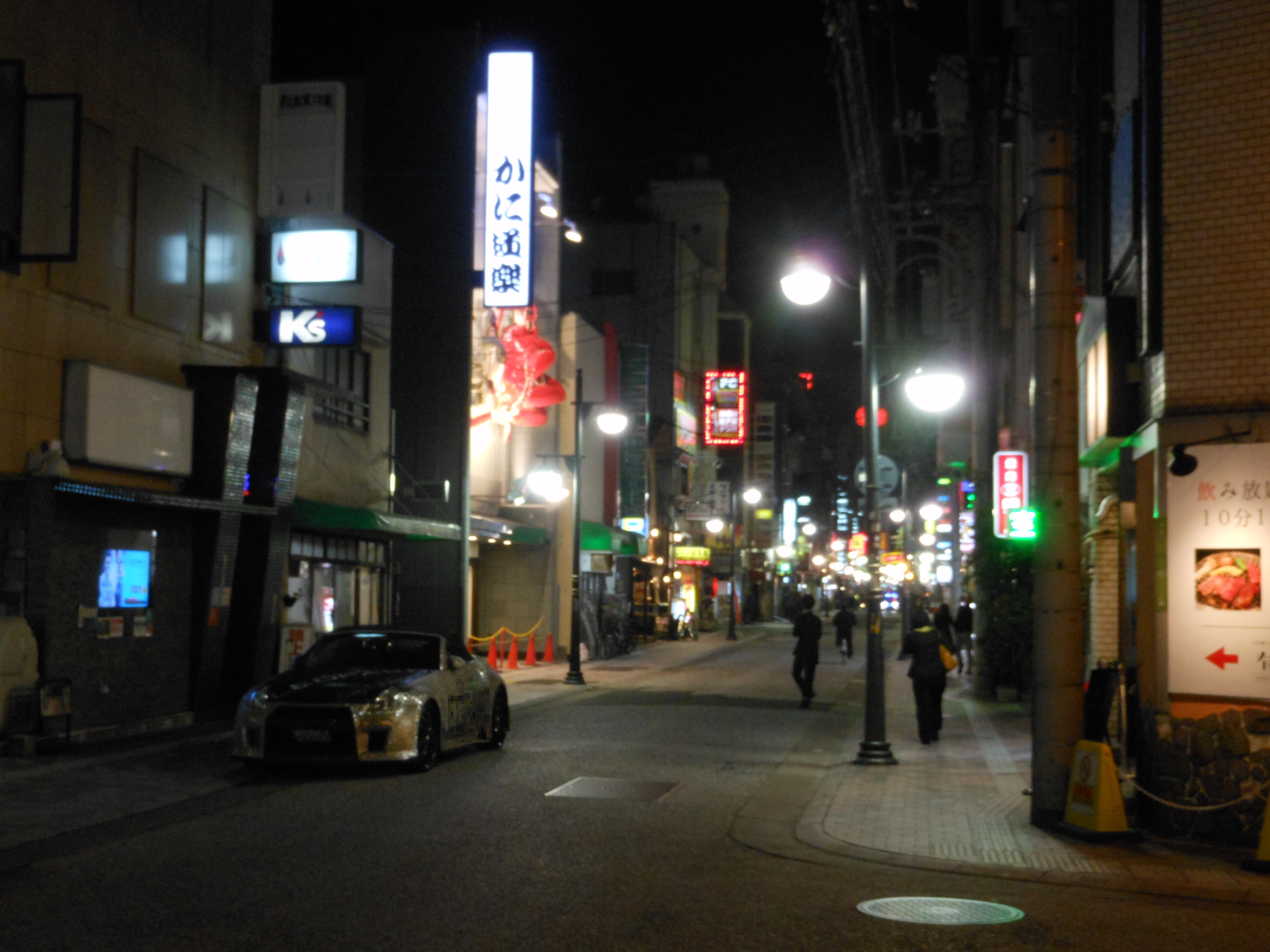
2015年の流川通り

流川通り（ながれかわどおり）は、広島県広島市中区流川町にある通りで、広島市の一方通行の道路である。
正式名称は広島市道中1区141号線（ひろしましどうなか1く141ごうせん）。

## 概要
歓楽街である流川を通る。流川の名は1913年（大正2年）に埋め立てられるまで、縮景園からこの地に運河が流れていたことに由来する。区間内でえびす通り商店街に接続し、仏壇通りと交差している。広島市最大、中四国最大の歓楽街を縦断・形成している。

## 区間
- 起点：広島市中区三川町・流川通り南口交差点（平和大通り交点）
- 終点：広島市中区胡町・流川通り北口交差点（相生通り交点）
- 総距離：約640m

## 通行可能方向
- 南南西方向（終点→起点）

## 沿線施設・店舗
- 広島三越
- セブンイレブン広島胡町店
- ウォンツ流川通り店
- 八雲流川店（料亭）
- ポプラ流川店
- BURGER SHOP Newyork Newyork
- ビッグエコー広島流川通り店
- ビリー・ザ・キッド（カラオケ）
- 八昌（お好み焼き）
- カラオケ本舗まねきねこ広島流川通り店
- ファミリーマート広島流川通り店
- かに道楽
- ポプラ館流川店（中華料理）

ほか、キャバレー、スナック、バーなどが入居するビルが多く立ち並んでいる。

## 交通機関
- 広島電鉄本線
  - 胡町電停 下車
- 広電バス
  - 八丁堀バス停 下車 ほか